# Småknoltane
Småknoltane är en bergstopp i Antarktis. Den ligger i Östantarktis. Norge gör anspråk på området. Toppen på Småknoltane är 2 182 meter över havet.
Terrängen runt Småknoltane är platt åt nordväst, men åt sydost är den kuperad. Terrängen runt Småknoltane sluttar norrut. Trakten är obefolkad. Det finns inga samhällen i närheten.